# 3. Armee (Russisches Kaiserreich)
Die 3. Armee der russischen Armee wurde während des Ersten Weltkrieges eingesetzt. Die Armee wurde ab Ende Juli 1914 nach dem Eintritt des Russischen Kaiserreichs in den Ersten Weltkrieg gebildet und Anfang 1918 aufgelöst.

## Geschichte
Zu Kriegsbeginn im August 1914 marschierte die 3. Armee als Teil der Südwestfront (General Nikolaj Iwanow) über Rowno gegen die Grenze des österreichisch-ungarischen Kronlandes Galizien vor. In der Schlacht bei Zloczow und an der Zlota Lipa im Rahmen der Schlacht in Galizien wurde die k.u.k 3. Armee an der Linie Kamionka-Strumilowa- Gliniany-Przemyslany-Brzuchowice in einer Frontalschlacht auf Lemberg zurückgeworfen.
Am Nordflügel standen
- XXI. Korps (Gen. der Inf. Schkinski) – 33. und 44. Division
- XI. Korps (Gen. der Kav. Sacharow) – 11. und 32. Division
- 3. Kavalleriekorps Keller – 9. und 10. Kavallerie-Division

Am südlichen Flügel
- IX. Korps (Gen.der Inf. Schtscherbatschow) – 5. und 42. Division
- X. Korps (Gen. der Kav. Sievers) – 9. und 31. Division, 60. Reserve-Division

### 1914

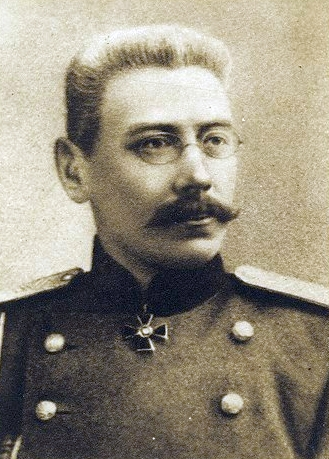
General Nikolai Russki

Die erste Phase der Schlacht von Lemberg wurde am 26. August 1914 durch den Angriff der k.u.k. 3. Armee bei Zloczow eingeleitet. Am 27. und 28. August wurde das k.u.k. III. Korps in Kämpfen bei Gologory und Przemyslany schwer geschlagen und nach Westen zurückgedrängt. Nach dem Sieg an der Gnila Lipa war Russkis Armee am 30. August mit über 100.000 Mann (XI., IX. und X. Korps) aus dem Raum Zloczow über Gliniawa nach Westen auf die Hauptstadt Galiziens durchgebrochen. Der Ausgang der Kämpfe zwang die k.u.k. 3. Armee am 2. September zur Räumung von Lemberg.
Ab 8. September versuchte die südlicher neu eingreifende k.u.k. 2. Armee vergeblich durch einen verzweifelten Gegenangriff die südlich Lemberg vorgehende russische 8. Armee an der Wereszyca aufzuhalten. In der Schlacht bei Grodek scheiterte der gleichzeitig erfolgte Gegenangriff der k.u.k. 3. Armee. Nördlich davon versuchte die umgruppierte k.u.k. 4. Armee aus dem Raum nördlich Rawa Ruska den Anmarsch des russischen XVII. und XXI. Korps von Nordosten her in die Flanke zu kommen. Das Einschwenken des russischen XXI. Korps über Uhnow drängte das k.u.k. XIV. Korps auf das vor Rawa Ruska stehende XVII. Korps zurück. Das russische XI. Korps griff von Osten her erfolgreich in der Schlacht von Rawa Ruska an. Das russische IX. Korps rannte am Widerstand des k.u.k. VI. Korps bei Magierow fest. Südlich anschließend ging das russische X. Korps bei Wiszenka gegen das k.u.k. IX. Korps vor. Die k.u.k. 3. Armee brach vollständig zusammen. Die russischen Truppen verfolgten die k.u.k. Truppen bis zum San, wo Mitte Oktober ein weiterer österreichischer Gegenangriff abgeschlagen wurde. Kurz davor hatte die 3. Armee am 24. September mit drei nachgezogenen Reservekorps die erste Belagerung der Festung Przemysl eingeleitet, welche später der selbstständigen Armeegruppe Seliwanow übertragen wurde.
Der Oberbefehlshaber der russischen Südwestfront, General Iwanow, befahl Mitte November 1914 der 3. Armee (jetzt unter General Dimitriew) den Vormarsch auf Krakau fortzuführen. Ein Durchbruch der Karpatenfront in die ungarische Tiefebene auf Budapest hätte den Zusammenbruch Österreich-Ungarns herbeiführen können. Das k.u.k. XI. Korps (Stephan von Ljubičić) musste beiderseits Tarnow vor dem russischen XI und IX. Armeekorps über den Dunajec nach Westen auf die Linie Bochnia-Neusandez zurückgehen. Das VI., XVII. und XIV. Korps der k.u.k. 4. Armee wurde in der Schlacht bei Krakau vom russischen X. und XXI. Armeekorps bis zum 25. November über die Wieliczka auf die Linie Wieclawice (Korps Roth)-Koscielniki (Korps Kritek)-Niepołomice-Dobczyce (Korps Ljubičić) zurückgedrängt.
Anfang Dezember 1914 befand sich die Nahtstellen der russischen 3. Armee und der 8. Armee unter General Brussilow im Raum Neu-Sandez. Beiderseits Łapanów befand sich ein dreißig Kilometer breiter Frontstreifen, der vom russischen IX. Korps nur schwach gesichert war. Dem österreichischen Armeeführer Joseph Ferdinand gelang es, das k.u.k. XIV. Korps unbemerkt an den Schwachpunkt in der gegnerischen Front heranzubringen.
- XI. Corps General Wladimir Sacharow (11. und 32. Division)
- IX. Corps General Dmitri Tscherbatschew (5. und 42. Division)
- X. Corps General Zerpitzki (9. und 31. Division)
- XXI. Corps General Shkinski (33. und 44. Division)

Der Gegenangriff der k.u.k. 4. Armee in der Schlacht von Limanowa-Lapanow drängte die russische 3. Armee etwa sechzig Kilometer nach Nordosten zurück. Allerdings konnten die Russen rasch Reserven zuführen und die Front binnen einer Woche wieder konsolidieren, die Front stabilisierte sich wieder am Dunajec-Abschnitt zum Stellungskrieg.

### 1915

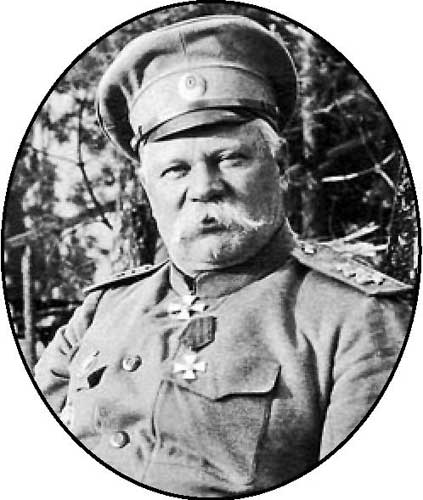
General Leonid Lesch

Anfang Mai 1915 wurde der Abschnitt der russischen 3. Armee durch die deutsche 11. Armee unter August von Mackensen in der Schlacht von Gorlice-Tarnow angegriffen. Zwischen dem russischen IX. und X. Armeekorps erfolgte der Durchbruch der Front, der nördliche Flügel der 3. Armee wurde auf Jaroslau zurückgeworfen, der südliche Flügel (XXIX. samt XXIV. A.K. der 8. Armee) auf die Karpaten abgedrängt und dort durch die k.u.k. 3. und 2. Armee eingekreist. Im weiteren Verlauf wurde der Fluss San erreicht, die Bedrohung der rückwärtigen Linien der  8. Armee zwang die russische Südwestfront zur Räumung ihrer Stellungen im Raum Lupkow- und Uschok-Pass. Am 19. Juni trafen die Deutschen vor Grodek auf eine neue russische Verteidigungslinie, die General Mackensen sofort stürmen ließ. Erneut wurde die Front durchbrochen und am 22. Juni Lemberg zurückerobert. 
Während der Schlacht von Krasnostaw (2. bis 5. Juli 1915) konnte die jetzt von General Lesch geführte 3. Armee den Angriff der k.u.k. 4. Armee und der deutschen 11. Armee so lange standhalten, bis das II. Sibirische Armeekorps aus der Front herausgezogen wurde. Nach neuerlichen Verteidigungskämpfen zwischen Lublin und Chełm
(9. bis 19. Juli) wurde die 3. Armee schließlich auf Befehl des Generals Michail Alexejew über den Bug zurückgezogen. In der folgenden Bug-Offensive wurde die Armee am westlichen Ufer des Bug nach Norden auf Wlodawa zurückgedrängt. Der Fall der Festung Brest-Litowsk am 25. August 1915 zwang das russische XXXI. Armeekorps bis Mitte September zum weiteren Rückzug auf Pinsk, das am 16. September vom deutschen XXXXI. Reserve-Korps besetzt wurde.
Mitte August 1915 wurde die 3. Armee der Westfront unter General Ewert unterstellt. Anfang Oktober 1915 ging die 3. Armee in der Polesie, am Styr und am Oginski-Kanal wieder in den Stellungskrieg über. 

### 1916
Die 3. Armee hielt den Abschnitt quer durch das operativ unzugängliche Pripjat-Gebiet und führte hauptsächlich Stellungskämpfe. Ende Mai 1916 führte General Lesch auf Befehl der Stawka einen Gegenangriff durch: das Grenadierkorps unter General Parski trat dabei erfolglos über den Szczara-Abschnitt zum Angriff gegen die Stellungen des deutschen Landwehrkorps an.
Am 11. Juni wurde die Armee während der Brussilow-Offensive vorübergehend wieder der Süd-Westfront zugeteilt um von Norden her die 8. Armee beim Angriff in Richtung auf Kowel zu unterstützen. 
Am 22. Juni 1916 erreichte das XLVI. Armeekorps sowie das IV. Kavalleriekorps gegenüber der k.u.k. Korpsgruppe Hauer erste Erfolge am Oginski-Kanal und einen Frontdurchbruch zwischen Galuzia und Wolczek auf Maniewicze.
Gliederung am 3. Juli 1916
- XXXI. Armeekorps (75. und 83. Infanterie-Division)
- Kombiniertes Korps Bulatow (27. und 78. Infanterie-Division)
- XLVI. Armeekorps (77. und 100. Infanterie-Division)
- IV. Kavalleriekorps (3. und 16. Kavallerie-Division, 3. Kaukas. Kosaken-Division, 5. Don-Kosaken-Division)
- Kosaken-Kavalleriekorps Wolodschenko (2. kombinierte Kosaken-Division, 1. Kuban-Kosaken-Division, 1. Transbaikal-Kosaken-Division)

Zwischen 4. und 15. Juli wurden nach der Verstärkung durch das Kombinierte Korps des Generals Bulatow der k.u.k. Korpsgruppe Fath die Styr-Schlinge bei Czartorijsk entrissen und im Zusammenwirken mit der 8. Armee der Stochod-Abschnitt auf ganzer Breite erreicht. Ende Juli wurde die 3. Armee wieder zur Westfront verlegt. Am nördlichen Armeeflügel hatte das russische X. Armeekorps derweil die 4. Arme bei der Baranowitschi-Offensive unterstützt. Am südlichen Flügel wurde die Besondere Armee unter General Gurko etabliert, um neue Angriffe auf Kowel einzuleiten.

## Kommandeure
- Nikolai Wladimirowitsch Russki (19. Juli 1914 – 3. September 1914)
- Radko Dimitriew (3. September 1914 – 20. Mai 1915)
- Leonid Wilgelmowitsch Lesch (3. Juni 1915 – 3. August 1917)
- Michail Fjodorowitsch Kwezinski (3. August 1917 – 11. August 1917)
- Januari Kasimirowitsch Zichowitsch (11. August 1917 – 9. September 1917)
- Ilja Odischelidse (12. September 1917 – 9. Oktober 1917)
- Dmitri Pawlowitsch Parski (9. Oktober 1917 – 8. November 1917)
- Sergei Andrejewitsch Anutschin (8. November 1917 – unbekannt 1918)